# San Bartolomé de Tirajana (Gerichtsbezirk)
Der Gerichtsbezirk San Bartolomé de Tirajana ist einer der sieben Gerichtsbezirke in der Provinz Las Palmas.
Der Bezirk umfasst 3 Gemeinden auf einer Fläche von 567,13 km² mit dem Hauptquartier in San Bartolomé de Tirajana.

## Gemeinden
| Gemeinde                                 | Einwohner (2024) | Fläche km² | Dichte Einw./km² | Cod INE | Postleitzahl                                                        |
| ---------------------------------------- | ---------------- | ---------- | ---------------- | ------- | ------------------------------------------------------------------- |
| Mogán                                    | 21.175           | 172,44     | 123              | 35012   | 35120, 35130, 35138–35140, 35149                                    |
| San Bartolomé de Tirajana                | 54.116           | 333,13     | 162              | 35019   | 35100, 35106–35109, 35119, 35120, 35128, 35280, 35290, 35299, 35369 |
| Santa Lucía de Tirajana                  | 77.098           | 61,56      | 1.252            | 35022   | 35000, 35110, 35280                                                 |
| Gerichtsbezirk San Bartolomé de Tirajana | 152.389          | 567,13     | 269              | –       | –                                                                   |